# Campeonato Chileno de Futebol de 2004 - Segunda Divisão
O Campeonato Chileno de Futebol de Segunda Divisão de 2004 (oficialmente Campeonato Nacional «Banco del Estado» de Primera B de la Asociación Nacional de Fútbol Profesional de Chile 2003) foi a 54ª edição do campeonato do futebol do Chile, segunda divisão, no formato "Primera B". Os 15 clubes, na primeira fase, jogam em quatro grupos dividos geograficamente.Na segunda fase os clubes jogam em turno e returno em dois grupos (A e B), também de forma regionalizada. Na terceira fase há um hexagonal final com três clubes de cada grupo. O campeão e vice são promovidos para o Campeonato Chileno de Futebol de 2004. Não houve rebaixado para o Campeonato Chileno de Futebol de 2005 - Terceira Divisão.

## Participantes
| Equipe                                        | Cidade        | Região                           | No ano anterior                                                      | Estádio                                    | Capacidade | Títulos              | Participações |
| --------------------------------------------- | ------------- | -------------------------------- | -------------------------------------------------------------------- | ------------------------------------------ | ---------- | -------------------- | ------------- |
| Club Deportivo Arica                          | Arica         | Região de Tarapacá               | Décimo Quarto Lugar                                                  | Estádio Carlos Dittborn                    | 10.000     | 1 (1981)             | 24            |
| Club Deportivo Arturo Fernández Vial          | Concepción    | Região de Bío-Bío                | Décimo Primeiro Lugar                                                | Estádio Municipal de Concepción            | 35.000     | 1 (1982)             | 14            |
| Club de Deportes Ovalle                       | Ovalle        | Região de Coquimbo               | Décimo Sexto Lugar (Descenso)                                        | Estádio Municipal de Ovalle                | 8.000      | 0 (não possui)       | 39            |
| Club de Deportes Melipilla                    | Melipilla     | Região Metropolitana de Santiago | Sexto Lugar                                                          | Estádio Municipal Roberto Bravo Santibáñez | 5.500      | 0 (não possui)       | 12            |
| Club Deportivo Magallanes                     | Maipú         | Região Metropolitana de Santiago | Décimo Segundo Lugar                                                 | Estádio Independência                      | 13.500     | 0 (não possui)       | 22            |
| Club de Deportes Antofagasta                  | Antofagasta   | Região de Antofagasta            | Terceiro Lugar                                                       | Estádio Regional de Antofagasta            | 26.339     | 1 (1968)             | 21            |
| Naval Deportes de Talcahuano                  | Talcahuano    | Região de Bío-Bío                | Décimo Terceiro Lugar                                                | Estádio El Morro                           | 7.152      | 0 (não possui)       | 5             |
| Club Deportivo Provincial Osorno              | Osorno        | Região de Los Lagos              | Sétimo Lugar                                                         | Estádio Municipal Rubén Marcos Peralta     | 12.000     | 2 (1990, 1992)       | 14            |
| Club de Deportes Unión La Calera              | La Calera     | Região de Valparaíso             | Oitavo Lugar                                                         | Estádio Municipal Nicolás Chahuán Nazar    | 10.000     | 2 (1961, 1984)       | 28            |
| O'Higgins Fútbol Club                         | Rancagua      | Região de O'Higgins              | Quarto Lugar                                                         | Estádio El Teniente                        | 14.550     | 1 (1964)             | 9             |
| Club de Deportes Lota Schwager                | Coronel       | Região de Bío-Bío                | Décimo Quinto Lugar                                                  | Estádio Municipal Federico Schwager        | 18.500     | 2 (1969, 1986)       | 21            |
| Club de Deportes Copiapó                      | Copiapó       | Região de Atacama                | Décimo Lugar                                                         | Estádio Luis Valenzuela Hermosilla         | 8.000      | 0 (não possui)       | 2             |
| Club Social y de Deportes Concepción          | Concepción    | Região de Bío-Bío                | Quinto Lugar                                                         | Estádio Municipal de Concepción            | 35.000     | 2 (1967, 1994)       | 7             |
| Corporación Club de Deportes Santiago Morning | Independencia | Metropolitana de Santiago        | Oitavo Lugar                                                         | Santa Laura                                | 22.375     | 2 (1959, 1974)       | 14            |
| Club Deportivo San Luis                       | Quillota      | Região de Valparaíso             | Acesso pelo Campeonato Chileno de Futebol de 2003 - Terceira Divisão | Estádio Municipal Lucio Fariña Fernández   | 7.500      | 3 (1955, 1958, 1980) | 23            |

## Campeão
| Campeão Chileno Segunda Divisão 2003                       |
| ---------------------------------------------------------- |
| Club de Deportes Melipilla (Melipilla) (1º título) Campeão |